# Nicolae Ștefan
Nicolae Ștefan (n. 18 decembrie 1923, Ploiești, România) este un agronom, pomicultor, profesor universitar și diplomat român, considerat unul dintre cei mai influenți promotori ai horticulturii moderne din România. A adus contribuții fundamentale în cercetarea pomicolă, organizarea agriculturii românești și reprezentarea diplomatică a țării. Membru titular al Academiei de Științe Agricole și Silvice din 1969, a fost vicepreședinte al acesteia din 1993.

## Biografie

### Copilărie și educație
Nicolae Ștefan s-a născut la 18 decembrie 1923 în Ploiești, fiind al doilea fiu al lui Nicolaie și Vasilica Ștefan, o familie de condiție modestă. A urmat școala primară și Liceul „Sfinții Petru și Pavel” în orașul natal, obținând bacalaureatul în 1942. Între 1943 și 1948 a studiat la Facultatea de Agronomie din București, având ca mentori profesori de renume precum Gheorghe Ionescu-Șișești, Traian Săvulescu, Ion Teodorescu, Nicolae Săulescu, Ion Gheorghiu și Dionisie Bemaz. În 1949 a fost selectat pentru studii doctorale la Academia de Agricultură Timiriazev din Moscova, unde a susținut în 1953 teza „Komesodstvennoe razmnojenie slivî” (Înmulțirea vegetativă a prunului), obținând titlul de „candidat în științe” (echivalent doctorat).

### Carieră profesională
După întoarcerea în țară, Nicolae Ștefan a fost încadrat ca asistent la disciplina de vinificație din cadrul Facultății de Horticultură din București, sub îndrumarea profesorului Dionisie Bemaz. A parcurs o carieră academică remarcabilă, devenind conferențiar în 1953, profesor în 1968, doctor docent în 1971 și conducător de doctorat în 1972. A îndrumat 28 de teze de doctorat, fiind apreciat pentru disponibilitatea sa de a sprijini tinerii cercetători.
Pe plan administrativ și politic, a ocupat funcții de conducere de mare responsabilitate:
- Director al Direcției Pomiculturii și Viticulturii din Ministerul Agriculturii (1953), coordonând înființarea plantațiilor pomicole din Nazarcea, Medgidia și Cernavodă, care au devenit modele europene.
- Ministru adjunct al Agriculturii (1953–1955), responsabil pentru producția vegetală, cadastru și organizarea teritoriului, în contextul reformei agricole postbelice.
- Director al Stațiunii Pomicole Voinești (1955–1957), unde a implementat cercetări practice și a stabilit un cadru organizatoric eficient.
- Director al Institutului de Cercetări Horti-Viticole (ICHV) (1957–1962), organizând o rețea națională de stațiuni experimentale horticole.
- Vicepreședinte al Consiliului Superior al Agriculturii (1962–1975), gestionând horticultura, protecția plantelor, carantina fitosanitară și relațiile internaționale.
- Prim-adjunct al Ministrului Comerțului Exterior (1975–1978), coordonând cooperarea economică cu țări precum Libia, Congo, Zair, Nigeria, Siria și Iran.
- Ambasador al României în Iran (1978–1986), negociind schimburi comerciale strategice (petrol contra locomotive, tractoare, mașini și produse alimentare).
- Ministru adjunct al Industriei Alimentare (1986–1989).
- Ministru al Agriculturii (1990), retrăgându-se la finalul anului din motive politice.

După 1990, a activat în cadrul ASAS, fiind președinte al Secției de Horticultură și vicepreședinte al instituției din 1993. A contribuit la reînființarea Societății de Horticultură și la fondarea revistelor „Hortinform” și „Fermas”.

### Familie
Despre viața personală a lui Nicolae Ștefan se cunosc puține detalii. Textul menționează că a fost al doilea fiu al lui Nicolaie și Vasilica Ștefan, dar nu oferă informații despre soție sau copii.

## Activitate științifică
Nicolae Ștefan a fost un pionier al pomiculturii științifice din România, cu contribuții care au standardizat practicile agricole naționale. Cercetările sale au vizat:
- Compatibilitatea soiuri–portaltoi: A experimentat portaltoi pentru măr (EM.IV, EM.IX, EM.XIV) și păr (gutui, păr sălbatic), stabilind compatibilități pentru soiuri precum Jonathan, Red Delicious, Cure, Williams și Olivier de Serres. A demonstrat eficiența gutuielui pentru anumite soiuri de păr.
- Tehnologii de producere a materialului săditor: A introdus formarea palmetei în pepinieră, optimizând producția de puieți pentru livezi intensive (ex. soiurile Tuleu gras, Jonathan, Germersdorf).
- Sisteme de formare a coroanei: A dezvoltat modele precum piramida neetajată și etajată pentru prun, măr și cireș, crescând randamentul livezilor.
- Agrotehnică pomicolă: A studiat fertilizarea organo-minerală, irigațiile, desțelenirea solului și distanțele de plantare, stabilind standarde pentru livezile intensive.
- Raionarea pomicolă: A coordonat proiecte de zonare și microraionare, transformând Dobrogea într-o regiune pomicolă de referință, cu plantații de cais și piersic competitive la nivel european.
- Livezi intensive: A promovat tehnologii moderne pentru plantarea și întreținerea livezilor pe suprafețe mari, reducând costurile și suprafețele necesare.

A fost unul dintre primii cercetători care au aplicat metode experimentale riguroase în selecția portaltoilor și formarea palmetei, contribuțiile sale fiind generalizate în producție, în special pentru soiul de prun Tuleu gras.

## Lucrări
Nicolae Ștefan a publicat peste 250 de lucrări, incluzând tratate, monografii, studii, articole științifice și materiale de popularizare. Printre cele mai reprezentative se numără:
- Plantatul pomilor (1953, broșură, 35 pg.), Editura Agrosilvică.
- Pepiniera de pomi (1960, 390 pg.), Editura Agrosilvică.
- Pomologia RSR, vol. II („Mărul”, 1964) și vol. IV („Prunul”, „Cireșul”, „Vișinul”, „Cornul”, 1965), Editura Academiei.
- Dicționarul enciclopedic român, vol. I–IV (1962–1966, coautor), Editura Politică.
- Îndrumătorul pomicultorului (1972, 386 pg.), Editura Agrosilvică.
- Tăierile la măr (1972, broșură, 58 pg.), Redacția Revistelor Agricole.
- Arenda și arendarea în agricultură și pomicultură (1997, ediția a II-a).
- Comportarea în pepinieră a principalelor soiuri de prun pe diferiți portaltoi (1958–1959), Lucrări științifice, ICHV, vol. V.
- Stabilirea celor mai bune sisteme de formare a coroanelor de pom (1959–1960, în colaborare), Lucrări științifice, ICHV, vol. II.
- Cele mai bune sisteme de formare a coroanelor la prun (1960), în „Probleme actuale de Biologie și științe agricole”, Editura Academiei.
- Stabilirea zonelor favorabile pentru cultura comercială a caisului în partea de sud a țării (1960–1961, în colaborare), Lucrări științifice, ICHV, vol. IV.
- Rezultatele aplicării îngrășămintelor organo-minerale în doze mici la merii sălbatici pe portaltoi vegetativi (1961), Lucrări științifice, ICHV, vol. V.
- Comportarea câtorva soiuri de păr altoite pe sălbatic în pepinieră și în livadă la Stațiunea Voinești (1962, în colaborare), Lucrări științifice, ICHV, vol. V.
- Probleme noi în legătură cu livezile intensive (1962), Grădina, Via și Livada, nr. 8.
- Metode noi de producere a materialului săditor pomicol sub formă de palmetă pentru livezile intensive (1963, în colaborare), Grădina, Via și Livada, nr. 8.
- Microraionarea viticulturii și pomiculturii în RPR (1963, în colaborare), Revista Internațională pentru Agricultură, nr. 4.
- Valorificarea terenurilor în pantă prin plantații de vie și pomi (1963), Grădina, Via și Livada, nr. 10.
- Vii și pomi pe terenuri în pantă (1963), Agricultura, nr. 27.
- Comportările în livadă în primii ani de la plantare a principalelor soiuri de prun altoite pe diferiți portaltoi (1963–1964, în colaborare), Lucrări științifice, ICHV, vol. VII.
- Stabilirea distanțelor optime de plantare în școala de altoit a portaltoilor vegetativi pentru măr (1964–1965, în colaborare), Lucrări științifice, ICHV, vol. VIII.
- Recomandări cu privire la recoltarea cireșilor și vișinilor (1966), Grădina, Via și Livada, nr. 6.
- Probleme actuale ale valorificării legumelor și fructelor (1966), Revista Agricultura, nr. 31.
- Recherches sur le fertilisation des vergers de pêchers installés sur de sables (1980, în colaborare), Buletin de l’Académie des Sciences Agricoles et Forestières, nr. 9.
- Situația culturii și pieței nuciferelor în principalele țări producătoare din lume (2000), Revista de horticultură „Hortinform”, nr. 4.
- Viața și opera Prof. emerit Nicolae Constantinescu (2000), Revista de horticultură „Hortinform”, nr. 6.
- Pomicultura reflectată în articolele publicate în decursul a 100 numere (2000), Revista de horticultură „Hortinform”, nr. 12/100.
- Situația tomatelor pentru industrializare și a produselor obținute în câteva țări mari cultivatoare (2000), Revista de horticultură „Hortinform”, nr. 10.

- Nicolae Ștefan – Cele mai bune sisteme de formare a coroanelor la prun (1960), în „Probleme actuale de Biologie și științe agricole”, Editura Academiei.
- Nicolae Ștefan – Pomologia RSR, vol. II („Mărul”, 1964) și vol. IV („Prunul”, „Cireșul”, „Vișinul”, „Cornul”, 1965), Editura Academiei.
- Nicolae Ștefan – Dicționarul enciclopedic român, vol. I–IV (1962–1966, coautor), Editura Politică.
- Nicolae Ștefan – Îndrumătorul pomicultorului (1972, 386 pg.), Editura Agrosilvică.
- Nicolae Ștefan – Tăierile la măr (1972, broșură, 58 pg.), Redacția Revistelor Agricole.
- Nicolae Ștefan – Arenda și arendarea în agricultură și pomicultură (1997, ediția a II-a).
- Nicolae Ștefan – Comportarea în pepinieră a principalelor soiuri de prun pe diferiți portaltoi (1958–1959), Lucrări științifice, ICHV, vol. V.
- Nicolae Ștefan – Stabilirea zonelor favorabile pentru cultura comercială a caisului în partea de sud a țării (1960–1961, în colaborare), Lucrări științifice, ICHV, vol. IV.
- Nicolae Ștefan – Rezultatele aplicării îngrășămintelor organo-minerale în doze mici la merii sălbatici pe portaltoi vegetativi (1961), Lucrări științifice, ICHV, vol. V.
- Nicolae Ștefan – Comportarea câtorva soiuri de păr altoite pe sălbatic în pepinieră și în livadă la Stațiunea Voinești (1962, în colaborare), Lucrări științifice, ICHV, vol. V.
- Nicolae Ștefan – Probleme noi în legătură cu livezile intensive (1962), Grădina, Via și Livada, nr. 8.
- Nicolae Ștefan – Metode noi de producere a materialului săditor pomicol sub formă de palmetă pentru livezile intensive (1963, în colaborare), Grădina, Via și Livada, nr. 8.
- Nicolae Ștefan – Microraionarea viticulturii și pomiculturii în RPR (1963, în colaborare), Revista Internațională pentru Agricultură, nr. 4.
- Nicolae Ștefan – Valorificarea terenurilor în pantă prin plantații de vie și pomi (1963), Grădina, Via și Livada, nr. 10.
- Nicolae Ștefan – Comportările în livadă în primii ani de la plantare a principalelor soiuri de prun altoite pe diferiți portaltoi (1963–1964, în colaborare), Lucrări științifice, ICHV, vol. VII.
- Nicolae Ștefan – Stabilirea distanțelor optime de plantare în școala de altoit a portaltoilor vegetativi pentru măr (1964–1965, în colaborare), Lucrări științifice, ICHV, vol. VIII.
- Nicolae Ștefan – Recomandări cu privire la recoltarea cireșilor și vișinilor (1966), Grădina, Via și Livada, nr. 6.
- Nicolae Ștefan – Probleme actuale ale valorificării legumelor și fructelor (1966), Revista Agricultura, nr. 31.
- Nicolae Ștefan – Recherches sur le fertilisation des vergers de pêchers installés sur de sables (1980, în colaborare), Buletin de l’Académie des Sciences Agricoles et Forestières, nr. 9.
- Nicolae Ștefan – Situația culturii și pieței nuciferelor în principalele țări producătoare din lume (2000), Revista de horticultură „Hortinform”, nr. 4.

A coordonat reviste precum „Grădina, via și livada” și „Lucrări științifice” ale ICHV și a contribuit la fondarea revistelor „Hortinform” și „Fermas” după 1989.

## Premii și recunoaștere
- Ordinul Muncii – clasele III (1954), II (1958), I (1961).
- Ordinul „Tudor Vladimirescu” – clasa III (1974).
- Ordinul „Pentru Merit” – Coasta de Fildeș (1977).
- Ordinul „Pentru Merit” – în grad de Comandor (România, 2000).
- Premiul „Traian Săvulescu” al Academiei Române (1963), pentru contribuții la „Pomologia RSR”.
- Membru titular al Academia de Științe Agricole și Silvice (din 1969).
- Vicepreședinte al ASAS (din 1993).
- Fondator al Societății de Horticultură din România (reînființată post-1989).
- Președinte de onoare al Asociației de Prietenie Irano-Române (din 1998).
- Diploma de autor pentru contribuții la soiul de prun Tuleu gras.

## Recunoaștere internațională
- Membru al Societatea Internațională de Științe Horticole (1960–1997).
- Vicepreședinte al FAO (1965).
- Șef al delegației române la conferințe internaționale, inclusiv Bruxelles (1962) și Atena (1976).
- Decan al corpului diplomatic român în Iran (1982–1986).
- Membru fondator al Asociației de Prietenie Irano-Române (1998).

## Contribuții suplimentare

### Proiecte naționale
Nicolae Ștefan a coordonat proiecte de anvergură, precum:
- „Raionarea pomiculturii”, transformând Dobrogea într-o zonă cu bazine pomicole de referință.
- „Microraionarea viticulturii și pomiculturii”, stabilind zonele optime pentru culturi horticole.
- Înființarea Departamentului pentru Valorificarea Legumelor și Fructelor (1968), care a dus la construirea de spații de depozitare cu o capacitate de 1,5 milioane de tone.

### Activitate post-1989
După Revoluția din 1989, a participat la elaborarea legislației agricole și a contribuit la reînființarea Societății de Horticultură. A publicat lucrări de istorie agrară și evocări ale personalităților agricole, precum Nicolae Constantinescu, Teodor Bordeianu, Constantin Sandu-Aldea, Ștefan Wagner și Ivan Miciurin.